# Kingsley Wood
Sir Kingsley Wood, född 19 augusti 1881, död 21 september 1943, var brittisk politiker. Han var hälsominister 1935-1938, minister för flygvapnet 1938-1940 och finansminister 1940-1943. Han dog överraskande 1943 och ersattes som finansminister av John Anderson. Han var också Lord Privy Seal en kort period 1940. Kingsley Wood var medlem av det konservativa partiet.